# معركة ماجوبا هيل

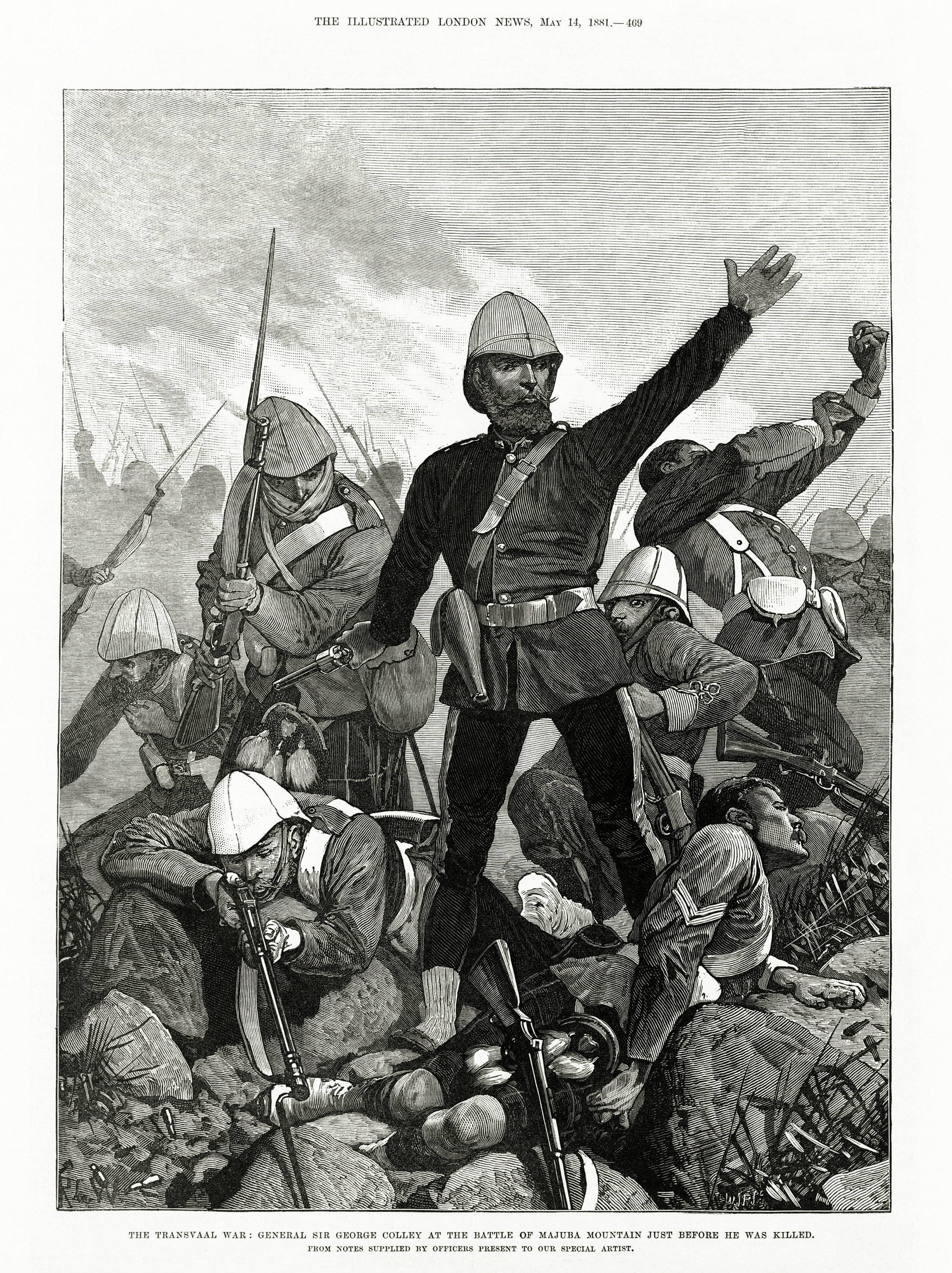
السيد جورج بوميروي في معركة ماجوبا هيل.

كانت معركة ماجوبا هيل (بالقرب من فولكسوست، جنوب إفريقيا) في 27 فبراير 1881 هي المعركة النهائية والحاسمة في حرب البوير الأولى. لقد كان انتصارا مدويا للبوير، وتعتبر المعركة واحدة من أكثر الهزائم المهينة للأسلحة البريطانية في التاريخ.  احتل اللواء السير جورج بوميروي كولي قمة التل في ليلة 26-27 فبراير 1881. ربما كان دافع كولي لاحتلال ماجوبا هيل قلقًا من احتلال بوير لها قريبًا لأنفسهم، بعد أن شاهد كولي خنادقهم حفرت في اتجاه التل.  اعتقد البويرون أنه ربما كان يحاول تجاوز مواقعهم في لينغز نيك. لم يُعتبر البور قابلاً للتوسيع من قبل البوير، لأغراض عسكرية، وبالتالي ربما كانت محاولة كولي للتأكيد على القوة البريطانية وضرب الخوف في معسكر البوير.

## المعركة
الجزء الأكبر من الجنود البريطانيين البالغ عددهم 405 الذين كانوا يحتلون التل كان 171 رجلاً من الفوج الثامن والخمسين مع 141 رجلاً من المرتفعات الثانية والتسعين في جوردون، ولواءًا بحريًا صغيرًا من السفينة الملكية ديدو. لم يرفع الجنرال كولي أية مدفعية إلى القمة، كما أنه لم يأمر رجاله بالتنقيب، على عكس نصيحة العديد من مرؤوسيه، متوقعًا أن ينسحب البوير عندما يرون أن موقفهم على نيك لم يكن مستحيلًا. ومع ذلك، سرعان ما شكل البوير مجموعة من الأحزاب العاصفة، بقيادة نيكولاس سميت، من مجموعة متنوعة من المتطوعين من مختلف قوات الكوماندوز، بلغ مجموعها 450 رجلاً على الأقل، وربما أكثر، لمهاجمة التل.
بحلول الفجر في الساعة 4:30، غطى المرتفعون الـ 92 محيطًا عريضًا للقمة، بينما احتلت حفنة جوردون الربوة على الجانب الأيمن من القمة. نظرًا لإدراكهم لوجود القوات البريطانية حتى بدأ جوردون هايلاندرز الـ 92 في الصراخ وهز قبضتهم، بدأ بوير في الذعر، خوفًا من هجوم بالمدفعية. بدأت ثلاث مجموعات اقتحامات من 100 إلى 100 رجل تقدمًا بطيئًا أعلى التل. وقاد هذه المجموعات فيلد كورنيت ستيفانوس روس، القائد دي جي ك. مالان والقائد يواكيم فيريرا. أبقى البويرون، باعتبارهم أفضل الرماة، عدوهم على المنحدرات في الخليج بينما عبرت المجموعات الأرض المفتوحة لمهاجمة جوردون الربوة، حيث في الساعة 12:45 فتح رجال فيريرا نيران هائلة على الربوة المكشوفة واستولوا عليها. كان كولي في خيمته عندما تم إخباره عن البويرز المتقدمين ولكن لم يتخذ أي إجراء فوري إلا بعد أن حذره مرؤوسوه من خطورة الهجوم.
على مدار الساعة التالية، انتشر البوير في الجزء العلوي من الخط البريطاني واشتبكوا مع العدو على المدى البعيد، ورفضوا العمل القتالي الوثيق، واقتادوا الجنود البريطانيين واحدًا تلو الآخر. كان البوير قادرين على الاستفادة من الحشائش والعشب العالي الذي غطى التل، وهو أمر لم يكن البريطانيون مدربين على القيام به. في هذه المرحلة بدأ الانضباط البريطاني في الانهيار، وبدأت القوات تتخلى عن مواقعها، غير قادرة على رؤية خصومها ولا تحصل إلا على القليل من الإتجاه من الضباط. عندما شوهد عدد أكبر من البوير يطوقون الجبل، انهار الخط البريطاني وهرب الكثيرون من التل. حافظ جوردنزعلى أرضه، ولكن بمجرد كسرها انتهت المعركة. تمكن البوير من شن هجوم أدى إلى تحطيم الخط البريطاني المتهالك بالفعل.

## ما بعد الكارثة
في خضم الإرتباك الكبير ومع ارتفاع عدد الضحايا بين رجاله، حاول كولي أن يأمر بتراجع القتال، لكن أطلق عليه الرصاص من قبل رجال الرماية من بوير. وفرَّ باقي القوة البريطانية إلى أسفل المنحدرات الخلفية لمدينة ماجوبا، حيث أصيب المزيد من الرماة ببوير الذين اصطفوا في القمة لإطلاق النار على العدو المتراجع. تم تنفيذ عملية إجهاض متأخرة من قِبل الفرسان الخامس عشر والبنادق الستين، الذين ساروا من قاعدة دعم في جبل بروسبكت، على الرغم من أن هذا لم يكن له تأثير يذكر على قوات البوير. قُتل ما مجموعه 285 بريطانيًا أو أسروا أو أصيبوا، بمن فيهم النقيب كورنواليس مود، نجل وزير الحكومة كورنواليس مود.
بينما كان البريطانيون يفرون من التل، تم انتشال العديد منهم من قبل بنادق الرماة والبوير. سرعان ما وجد العديد من الجنود الجرحى أنفسهم محاصرين من قبل جنود البوير وقدموا رواياتهم عما شاهدوه؛ العديد من البوير كانوا صبية مزارعين مسلحين بالبنادق. أثبت هذا الوحي أن يكون ضربة كبيرة لمكانة بريطانيا والموقف التفاوضي لبريطانيا، من أجل هزيمة الجنود المدربين تدريباً مهنياً على يد مزارعين شبان يقودهم عدد قليل من الجنود الأكبر سناً.

## ملاحظه
على الرغم من صغر حجمها، إلا أن المعركة لها أهمية تاريخية لأربعة اسباب:
- أدى ذلك إلى توقيع معاهدة سلام، ثم اتفاقية بريتوريا، بين البريطانيين وجمهورية جنوب إفريقيا التي أعيد تنصيبها، والتي أنهت حرب البوير الأولى.
- كانت تكتيكات النار والحركة ("vuur en beweeg" في اللغة الأفريقيه) التي استخدمها البوير، ولا سيما القائد سميت في هجومه الأخير على التل، قبل سنوات من وقتهم.
- إلي جانب الهزائم في لينج نيك وشونشوجت، صدقت هذه الهزيمة الساحقة الثالثة على يد البويرس على قوة البوير في أذهان البريطانيين، ويمكن القول إن لها عواقب في حرب البوير الثانيه.
- نظر الجنرال بيت جوبيرت في أعقاب المعركة ولاحظ أن البنادق البريطانية شوهدت على بعد 400 إلى 600 ياردة عندما اندلعت المعركة في حوالي 50 - 100 ياردة ، لأن الضباط البريطانيين لم يطلبوا من القوات تغيير أسلحتهم نتيجة لذلك، كانوا يطلقون النار على رؤوس العدو، الذين لديهم مأوى ضئيل.

يدَّعي بعض المؤرخين البريطانيين البارزين، رغم عدم اتفاق الجميع، أن هذه الهزيمة تمثل بداية تراجع الإمبراطورية البريطانية. منذ قيام الثورة الأمريكية، لم توقع بريطانيا العظمى أبدًا على معاهدة بشروط غير مواتية مع أي شخص ولم تفقد أبداً الارتباطات النهائية للحرب. في كل صراع سابق، حتى لو تعرض البريطانيون لهزيمة في البداية، فإنهم سوف ينتقمون بفوز حاسم. أظهر البوير أن البريطانيين لم يكونوا العدو الذي لا يقهر الذي يخشاه العالم.